# بروتون بيردانا
بروتون بيردانا هي سيارة ذات حجم متوسط تابعة لشركة بروتون الصانع الماليزي وتستعمل هذه السيارة من قبل البرلمان الماليزي.

## وصلات خارجية
- Proton Perdana overview نسخة محفوظة 30 يونيو 2011 على موقع واي باك مشين.
- Proton Holdings Berhad
- Perdana at a glance